# Soundz of Freedom
Albums de Bob Sinclar
Western Dream
(2006) Born in 69
(2009)
Soundz of Freedom est le cinquième album de Bob Sinclar sorti le 14 mai 2007. L'album contient un DVD avec des lives de divers pays. L'album contient des nouveaux morceaux ainsi que des remixes des morceaux issus des albums précédents.
Le visuel de la pochette de l'album a été dessiné par James Rizzi.

## Liste des titres
| No  | Titre                                                                   | Durée |
| --- | ----------------------------------------------------------------------- | ----- |
| 1.  | Sound of Freedom (avec Cutee B feat. Gary Pine & Dollarman)             | 4:05  |
| 2.  | Rock This Party 2007 (avec Cutee B feat. Dollarman & Big Ali & Makedah) | 3:50  |
| 3.  | What I Want (presents Fireball)                                         | 3:53  |
| 4.  | Hard (feat. The Hard Boys)                                              | 4:00  |
| 5.  | Kiss My eyes (Cubeguys remix)                                           | 6:20  |
| 6.  | I Feel For You (Axwell remix)                                           | 6:17  |
| 7.  | Everybody Movin partie 1 (Kurd Maverick & Eddie Thoneick remix)         | 6:05  |
| 8.  | Everybody Movin partie 2 (Guy Schreiner remix)                          | 4:23  |
| 9.  | Ultimate Funk (feat. Big Ali) (Tocadisco remix)                         | 4:34  |
| 10. | The Beat Goes On (Mousse T. remix)                                      | 5:10  |
| 11. | Champs Elysées Theme (Jamie Lewis remix)                                | 5:15  |
| 12. | Tribute (feat. Michael Robinson & Ron Carroll)                          | 7:36  |
| 13. | Together (avec Steve Edwards)                                           | 6:52  |
| 14. | Give A Lil' Love (Part 2) (feat. Gary Pine) (Eric Kupper remix)         | 7:01  |